# (23989) Farpoint
(23989) Farpoint (1999 RF) – planetoida z pasa głównego asteroid okrążająca Słońce w ciągu 4,24 lat w średniej odległości 2,62 j.a. Odkryta 3 września 1999 roku.